# François Fournier (faussaire)
Pour les articles homonymes, voir François Fournier et Fournier.
François Fournier, né le 24 avril 1846, à La Croix-de-Rozon, en Suisse,  et mort le 12 juillet 1917 était un faussaire suisse spécialisé dans les timbres qui se considérait comme un créateur d'« objets d'art » et un ami du peuple.

## Biographie
Fournier, né en Suisse,  est devenu un citoyen français et a servi dans l'armée pendant la guerre franco-prussienne en 1870-1871.
Il s'installe à Genève en 1904, reprend l'affaire en faillite d'un des premiers faussaires du XIXème siècle, Louis-Henri Mercier, et commence à produire des faux timbres en masse avec l'aide de l'Italien Venturini. Entre 1910 et 1914, il publie le magazine Fac-Simile, en fait un catalogue de ses faux timbres à la vente. Il ne cachait pas que ses timbres étaient des reproductions.
En 1927, sa veuve vend son équipement d'atelier et 400 kg de ses timbres à l'Union philatélique de Genève. Le reste de ses timbres sont brûlés sous contrôle notarial l'année suivante.

## Faussaire?
Reproduire des timbres n'est pas illégal tant que le faussaire ne tente pas de vendre ses créations comme des originaux, certains clients apprécient de pouvoir acheter des reproductions pour remplir les vides dans leurs albums de collection, et François Fournier n'a donc jamais été poursuivi pour escroquerie.

## Caractéristiques
Les faux timbres de François Fournier semblent plus carrés et trapus. Les dentelures sont linéaires, donc un angle est arrondi et un autre comporte une dentelure très fine. L'impression est sensiblement plus floue, et le coloris varie, étant parfois très fidèle à l'original, et parfois pas du tout.